# Katarzyna Bryda
Katarzyna Bryda est une joueuse de volley-ball polonaise née le 30 avril 1990 à Chełmno. Elle mesure 1,81 m et joue au poste de réceptionneuse-attaquante. Elle totalise 33 sélections en équipe de Pologne.

## Clubs
| Club                 | De        | À         |
| -------------------- | --------- | --------- |
| SMS PZPS Sosnowiec   | 2005-2006 | 2008-2009 |
| Budowlani Łódź       | 2009-2010 | 2012-2013 |
| Sparta Varsovie      | 2013-2014 | 2013-2014 |
| Budowlani Toruń      | 2014-2015 | 2014-2015 |
| ŁKS Łódź             | 2015-2016 | 2016-2017 |
| VfB Suhl             | 2017-2018 | 2017-2018 |
| MKS Dąbrowa Górnicza | 2018-2019 | 2018-2019 |
| MKS Jarosław         | 2019-2020 | …         |

## Palmarès
- Coupe de Pologne
  - Vainqueur : 2010.